# Angelo Menon
Angelo Menon (né le 29 octobre 1919 à Vérone et mort le 12 décembre 2013 à Montpellier) est un coureur cycliste italien. Professionnel entre 1940 et 1953, il a notamment remporté une étape du Tour d'Italie 1951.

## Palmarès et résultats

### Palmarès
- 1943
  - Giro della Bolghera
- 1946
  - Giro del Medio Polesine
- 1947
  - 1re étape du Tour du Cantal
  - 1re étape de Grenoble-Turin
  - 3e du Tour de Vénétie
  - 10e du Tour d'Italie
- 1949
  - 9e étape du Tour de Catalogne
- 1950
  - 1re étape du Tour d'Algérie
  - 2e du Tour d'Algérie
- 1951
  - 3e, 4e et 9e étapes du Tour du Maroc
  - 2 étapes du Tour d'Afrique du Nord
  - 7e étape du Tour d'Italie
  - 4e de Milan-San Remo
- 1952
  - Luxembourg-Nancy

### Résultats sur le Tour d'Italie
4 participations
- 1946 : abandon
- 1947 : 10e
- 1948 : 12e
- 1951 : 33e, vainqueur de la 7e étape